# Got the Beat
Got the Beat (en hangul, 갓더비트; romanización revisada, Gatdeobiteu) es un supergrupo surcoreano, formado por SM Entertainment en 2022. Está compuesto por siete integrantes: BoA, Taeyeon (Girls' Generation), Hyoyeon (Girls' Generation), Seulgi (Red Velvet), Wendy (Red Velvet), Karina (Aespa) y Winter (Aespa). El grupo debutó el 1 de enero de 2022 con el lanzamiento de su sencillo digital «Step Back».

## Historia

### 2021-presente: Formación y debut
Todas las integrantes de Got the Beat son artistas de SM Entertainment. BoA ha estado activa desde su debut en 2000 a los 13 años de edad.  Taeyeon y Hyoyeon debutaron como miembros de Girls' Generation en 2007 y como parte de la subunidad Oh!GG en 2018. Taeyeon también forma parte de TTS desde 2012. También debutaron como solistas en 2015 y 2016, respectivamente. Seulgi y Wendy debutaron como miembros de Red Velvet en 2014. Seulgi forma parte de la subunidad Irene & Seulgi desde 2020. Wendy debutó como solista en 2021 y Seulgi el 4 de octubre de 2022. Karina y Winter debutaron como integrantes de Aespa en 2020.
SM Entertainment anunció el lanzamiento del grupo proyecto Girls on Top y su primera subunidad Got the Beat el 27 de diciembre de 2021, con Got the Beat centrándose en actuaciones baile intensas. El 28 de diciembre, fue anunciado que su primer sencillo, «Step Back», se lanzaría el 3 de enero de 2022. El grupo realizó la primera actuación de «Step Back» en el SM Town Live 2022: SMCU Express en Kwangya el 1 de enero, antes de hacer su debut oficial en un programa M! Countdown casi un mes después. Got the Beat obtuvo su primera victoria musical en Inkigayo de SBS el 30 de enero.

## Miembros
- BoA (보아)
- Taeyeon (태연) (Girls' Generation)
- Hyoyeon (효연) (Girls' Generation)
- Seulgi (슬기) (Red Velvet)
- Wendy (웬디) (Red Velvet)
- Karina (카리나) (Aespa)
- Winter (윈터) (Aespa)

## Discografía

### EP
| Título                                                                                 | Detalles | Mejor posición | Mejor posición | Ventas         |
| Título                                                                                 | Detalles | Gaon Chart     | Hot 100        | Ventas         |
| -------------------------------------------------------------------------------------- | --- | -------------- | -------------- | -------------- |
| Stamp on It                                                                            | - Lanzamiento: 16 de enero de 2023 - Discográfica(s): SM Entertainment - Formato(s): CD, descarga digital, streaming | Por anunciarse | Por anunciarse | Por anunciarse |
| «–» indica que el lanzamiento no se posicionó en la lista o no se lanzó en esa región. | |                |                |                |

### Sencillos
| Título        | Año  | Mejor posición | Mejor posición | Mejor posición | Mejor posición | Mejor posición | Mejor posición | Mejor posición | Mejor posición | Álbum       |
| Título        | Año  | COR            | COR            | JPN            | NZL            | SGP            | EUA World      | VIE            | WW             | Álbum       |
| Título        | Año  | Gaon           | Hot 100        | JPN            | NZL            | SGP            | EUA World      | VIE            | WW             | Álbum       |
| ------------- | ---- | -------------- | -------------- | -------------- | -------------- | -------------- | -------------- | -------------- | -------------- | ----------- |
| «Step Back»   | 2022 | 4              | 6              | 69             | 19             | 19             | 5              | 19             | 122            | Sin álbum   |
| «Stamp on It» | 2023 | Por anunciarse | Por anunciarse | Por anunciarse | Por anunciarse | Por anunciarse | Por anunciarse | Por anunciarse | Por anunciarse | Stamp on It |

## Videografía

### Vídeos y Performance
| Título                                | Año  | Director(es) |
| ------------------------------------- | ---- | ------------ |
| «'Step Back' Stage Video» SMCU 2022   | 2022 | Lucid color  |
| «'Stamp On It' Stage Video» SMCU 2023 | 2023 |              |
| «Stamp On It» MV                      | 2023 |              |

## Conciertos

### Participaciones en conciertos
- SM Town Live 2022: SMCU Express at Kwangya (2022)
- SM Town Live 2022: SMCU Express (2022)
- SM Town Live 2023: SMCU Palace at Kwangya (2023)
- SM Town Live 2024: SMCU Palace at Kwangya (2024).